# No Air
„No Air” este o melodie a cântăreței americane Jordin Sparks, realizată în colaboarare cu interpretul de muzică R&B, Chris Brown. Piesa a fost lansată ca cel de-al doilea single al albumului de debut al artistei, Jordin Sparks. Cântecul a devenit la scurt timp un succes la nivel mondial, obținând prima poziție în Australia, Israel și Noua Zeelandă și poziții de top 10 în majoritatea clasamentelor unde a activat. „No Air” este cel mai bine clasat single al artistei în Billboard Hot 100 (unde a ocupat poziția cu numărul 3). De asemenea, în Regatul Unit, piesa a atins poziția cu numărul 3 și a primit discul de argint pentru vânzări de peste 200.000 de unități, devenind totodată cel mai bine clasat cântec al unui participant American Idol.

## Lista pieselor
- Disc Single pentru Australia

1. „No Air” — duet cu Chris Brown
2. „Save Me”
3. „No Air” — duet cu Chris Brown (Remix de Tiesto)

- CD Single pentru Germania și Regatul Unit

1. „No Air” — duet cu Chris Brown
2. „Save Me”

- Maxi Single pentru Germania

1. „No Air” — duet cu Chris Brown
2. „Save Me”
3. „No Air” — duet cu Chris Brown (Remix de Benny Benassi)
4. „No Air” — duet cu Chris Brown (Remix de Jason Nevins)
5. „No Air” — duet cu Chris Brown (Videoclip)

## Prezența în clasamente
Cântecul a debutat pe locul 95 în Billboard Hot 100, urcând în top 10 în cea de-a noua săptămână. „No Air” a atins poziția cu numărul 3 în cea de-a cincisprezecea săptămână, unde a staționat timp de patru săptămâni consecutive. Piesa este cel mai bine vândut single al unui câștigător American Idol, fiind comercializat în peste 2.6 milioane de exemplare în Statele Unite ale Americii. Piesa a atins poziții de top 5 și în clasamentele Billboard Pop 100, Billboard Hot R&B/Hip-Hop Songs și Billboard Rhythmic Top 40.
„No Air” a experimentat un succes uriaș în Oceania.În Noua Zeelandă cântecul a debutat pe locul 6, urcând cinci trepte în săptămâna următoare. Astfel, single-ul a devenit prima piesă a artistei ce se clasează pe locul 1 în această țară. De asemenea, cântecul este cel de-al patrulea single al lui Chris Brown ce obține poziția maximă.  „No Air” a staționat pe prima poziție timp de șapte săptămâni consecutive. În Australia melodia a intrat în clasamentul național al țării pe locul șaisprezece și a atins poziția cu numărul 1 în cea de-a cincia săptămână, unde a staționat timp de patru săptămâni consecutive. „No Air” a primit discul de platină în ambele țări pentru 15.000 de exemplare vândute (Noua Zeelandă), respectiv 70.000 de copii (Australia).
În Europa „No Air” a atins poziția cu numărul 7 în clasamentul continental, obținând poziții de top 10 în majoritatea topurilor europene. În Regatul Unit piesa a atins poziția cu numărul 3, devenind cel mai bine clasat single al unui participant la spectacolul American Idol. În Irlanda cântecul a atins poziția secundă, devenind și aici cel mai bine plasat single al unui participant la American Idol.

## Clasamente
| Clasament                 | Poziția maximă | Referință |
| ------------------------- | -------------- | --------- |
| Australian Singles Chart  | 1              | [ 1 ]     |
| Austrian Singles Chart    | 8              | [ 1 ]     |
| Belgium Singles Chart     | 19             | [ 1 ]     |
| Canadian Hot 100          | 3              | [ 1 ]     |
| Danish Singles Chart      | 6              | [ 1 ]     |
| Dutch Top 40              | 9              | [ 1 ]     |
| Euro 200                  | 7              | [ 12 ]    |
| Finnish Singles Chart     | 6              | [ 1 ]     |
| German Singles Chart      | 10             | [ 1 ]     |
| Irish Singles Chart       | 2              | [ 1 ]     |
| Israeli Singles Chart     | 1              | [ 13 ]    |
| New Zealand Singles Chart | 1              | [ 1 ]     |

| Clasament                            | Poziția maximă | Referință |
| ------------------------------------ | -------------- | --------- |
| Norwegian Singles Chart              | 7              | [ 1 ]     |
| Portuguese Singles Chart             | 8              | [ 1 ]     |
| Romanian Top 100                     | 7              |           |
| Swedish Singles Chart                | 10             | [ 1 ]     |
| Swiss Singles Chart                  | 8              | [ 1 ]     |
| UK Singles Chart                     | 3              | [ 1 ]     |
| U.S. Billboard Hot 100               | 3              | [ 8 ]     |
| U.S. Billboard Pop 100               | 2              | [ 8 ]     |
| U.S. Billboard Hot R&B/Hip-Hop Songs | 4              | [ 8 ]     |
| U.S. Billboard Hot Digital Songs     | 4              | [ 8 ]     |
| United World Chart                   | 7              | [ 8 ]     |